# جبجب همال (المخادر)

تعديل مصدري - تعديل

جبجب همال هي إحدى قرى عزلة الشرف بمديرية المخادر التابعة لمحافظة إب، بلغ تعداد سكانها 109 نسمة حسب تعداد اليمن لعام 2004.